# Романовский, Ариан Александрович
Ариан Александрович Романовский (настоящая фамилия Кузьмин, 3 октября 1990, Москва) – российский журналист, главный редактор российского Tatler с 2021 по 2022 год.

## Биография

### Ранняя жизнь
Родился 3 октября 1990 года и вырос в Москве. В школьные годы учился и жил на Чистых прудах.
Окончил факультет журналистики МГУ в 2015 году. Как он признается и сам, уже во время учебы казалось хорошей идеей быть загадочным интровертом и всячески избегать фальшивого общения до той поры, пока не пришлось делать карьеру.

### Карьера
В 17-летнем возрасте Ариан пришел стажером в редакцию журнала Tatler и быстро дорос до редактора сайта. Впоследствии Романовский перешел на аналогичный пост в журнал GQ, а затем участвовал в запуске и развитии развлекательного таблоида Super.
В 2016 году занял позицию диджитал-директора изданий Harper’s Bazaar и Grazia.
В 2018 году Ариан вернулся в Condé Nast в качестве редактора светской хроники журнала Tatler, занимался центральными темами номеров и подготовкой эксклюзивных интервью.
В феврале 2021-го стал главным редактором «Татлера», заменив Ксению Соловьеву, перешедшую в российский Vogue. Одним из первых материалов Романовского в новом статусе стал «Светский феномен Насти Ивлеевой», написанный по следам прошедшего дня рождения блогерши.
После приостановки в марте 2022-го деятельности журнала Tatler Ариан основал телеграм-канал «Оливье с икрой». Журналист задумывался о запуске московского общественного издания.
С середины 2022 года и до ареста работал главным редактором проекта Ксении Собчак «Тушите свет».

### Уголовное дело
В октябре 2022 года Тверской суд арестовал журналиста по подозрению вымогательства 11 млн руб. у главы «Ростеха» Сергея Чемезова за нераспространение информации в телеграм-канале «Тушите свет». В рамках этого же дела были арестованы коммерческий директор Ксении Собчак Кирилл Суханов и журналист Тамерлан Бигаев, а в подмосковном доме Ксении Собчак прошли обыски.

17 ноября 2022 года Ксения Собчак принесла извинения Сергею Чемезову:
«Мои коллеги, молодые ребята (Кирилл Суханов, Ариан Романовский, Тамерлан Бигаев) стали фигурантами уголовного дела о вымогательстве. Сейчас они в СИЗО, им предъявлены серьезные обвинения. Политического контекста тут нет. Знаю, что ребята искренне сожалеют о произошедшем. Их судьбу будет решать суд. Верю, что правоохранительные органы проявят сочувствие и снисхождение. Искренне сожалею, что действия моих коллег нанесли вред Чемезову Сергею Викторовичу, приношу ему свои извинения»
Следствие и суд многократно продлевали арест журналиста.
В феврале 2024 года Романовский был осужден на 7 лет строгого режима. Свою вину он так и не признал.

## Критика и скандалы
Ариан Романовский не раз жестко высказывался о звездах светской жизни. В своем телеграм-канале «Оливье с икрой» он обменивался колкостями с Ксенией Собчак и Аленой Долецкой.

## Личная жизнь
В нескольких интервью Романовский признается, что в течение некоторого времени страдал от депрессии, однако позже у него диагностировали биполярное расстройство личности.